# Ernest Paul
Ernest Paul (Villotte-sur-Ource, 5 de diciembre de 1881 - Saint-Gatien-des-Bois, 9 de septiembre de 1964) fue un ciclista francés que fue profesional de 1908 a 1914 y de 1919 a 1922. Era hermanastro del ciclista luxemburgués François Faber.

## Palmarés
1908
- 3º de la París-Lille

1909
- Vencedor de una etapa en el Tour de Francia
- 3º en la París-Tours

1910
- Vencedor de una etapa en el Tour de Francia

1911
- 3º en la París-Brest-París

1919
- 1º en la Niza-Annot-Niza

### Resultados al Tour de Francia
- 1908. 18º de la clasificación general
- 1909. 6º de la clasificación general y vencedor de una etapa
- 1910. 7º de la clasificación general y vencedor de una etapa
- 1911. 8è de la clasificación general
- 1912. Abandona (4ª etapa)
- 1914. 12º de la clasificación general
- 1921. 27º de la clasificación general
- 1922. 30.º de la clasificación general